# Kathedrale von Viana do Castelo

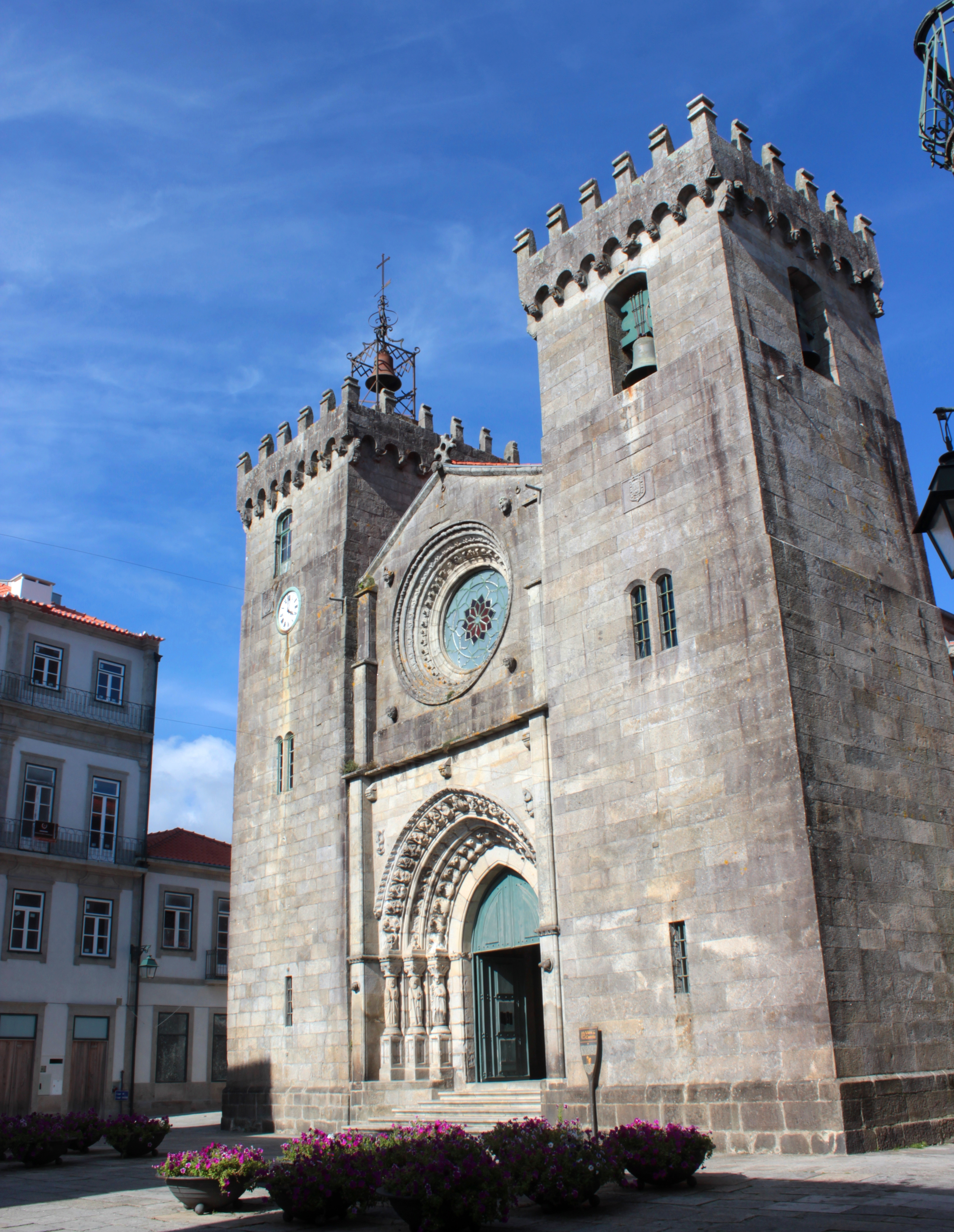
Kathedrale von Viana do Castelo

Die der Gottesmutter Maria geweihte römisch-katholische Kathedrale von Viana do Castelo (portugiesisch Sé Catedral de Santa Maria Maior) ist die Bischofskirche des Bistums Viana do Castelo in der nordportugiesischen Küstenstadt Viana do Castelo.

## Lage
Die Kathedrale liegt im Zentrum der Altstadt der rund 75 Kilometer nördlich von Porto gelegenen Stadt Viana do Castelo, etwa 250 Meter nördlich des Mündungsbereichs des Río Lima in den etwa einen Kilometer entfernten Atlantik in einer Höhe von knapp 15 m.

## Geschichte

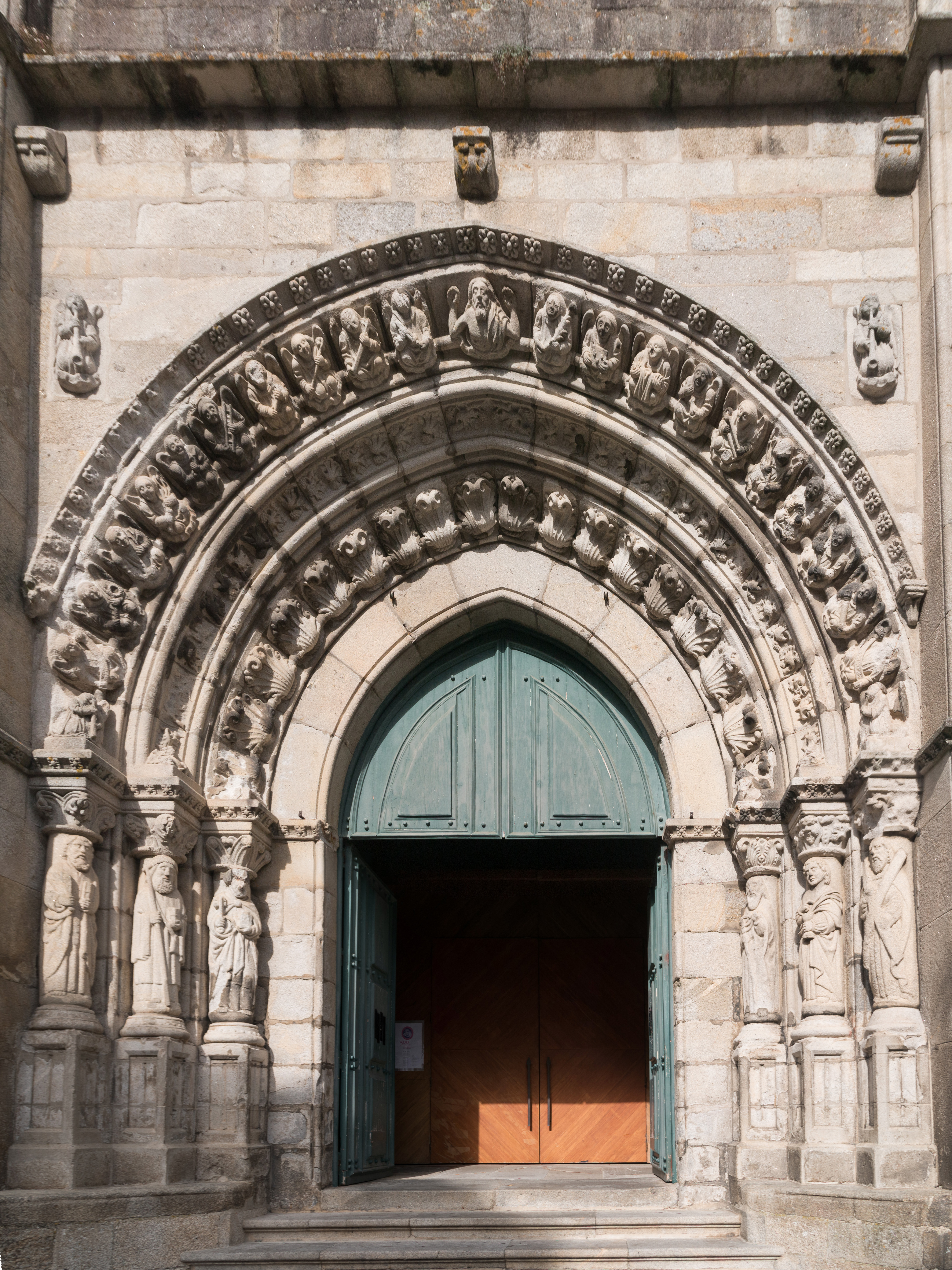
Portal mit Gewändefiguren

Die Kirche entstand – trotz ihres romanisch-frühgotischen Aussehens – erst im 15./16. Jahrhundert; bis zum 19. Jahrhundert wurde das Innere wiederholt umgebaut, so dass es heute eine Mischung zwischen Barock und Klassizismus darstellt. Erst im Jahr 1977 schuf Papst Paul VI. durch die Apostolische Konstitution Ad aptiorem das Bistum Viana do Castelo.

## Architektur
Die Westfassade der im Äußeren aus Granit erbauten Kirche präsentiert sich in einem schon damals in den meisten Teilen Europas längst überholten Übergangsstil von der Romanik zur Gotik. Das Portalgewände mit seinen eingestellten Figuren ist dreifach zurückgestuft; die Archivoltenbögen sind leicht angespitzt. Die nahezu fensterlosen seitlichen Glockentürme wirken beinahe monolithisch; sie enden jeweils in einem Wehrgang mit Zinnenkranz.
Das mit einem Querhaus versehene dreischiffige Innere steht dazu in einem deutlichen Kontrast: Klassizistisch-barocke Pfeiler, Gewölbe und Altäre in den Seitenkapellen schaffen ein völlig anderes Raumbild.

## Ausstattung
Die Kirche ist reich ausgestattet: Zwei hölzerne Predigtkanzeln ruhen auf Steinsockeln, zwei Taufbecken aus dem 16./17. Jahrhundert und eine barocke Orgeltribüne verleihen dem Ganzen ein prachtvolles Erscheinungsbild.